# Air Bangis
Air Bangis is een bestuurslaag in het regentschap West-Pasaman van de provincie West-Sumatra, Indonesië. Air Bangis telt 22.345 inwoners (volkstelling 2010).